# 鲁瓦菲约
鲁瓦菲约（法語：Roiffieux，法語發音：[ʁwafjø]）是法国阿尔代什省的一个市镇，属于罗讷河畔图尔农区。

## 地理
鲁瓦菲约（45°13'36"N, 4°39'16"E）面积19.52 平方千米，位于法国奥弗涅-罗讷-阿尔卑斯大区阿尔代什省，该省份为法国东南部内陆省份，北起顺时针与卢瓦尔省、伊泽尔省、德龙省、沃克吕兹省、加尔省、洛泽尔省和上盧瓦爾省接壤。
与鲁瓦菲约接壤的市镇（或旧市镇、城区）包括：阿诺奈、坎特纳、圣阿尔邦代、韦尔诺斯克-莱萨诺奈、维勒沃康斯、沃康斯。

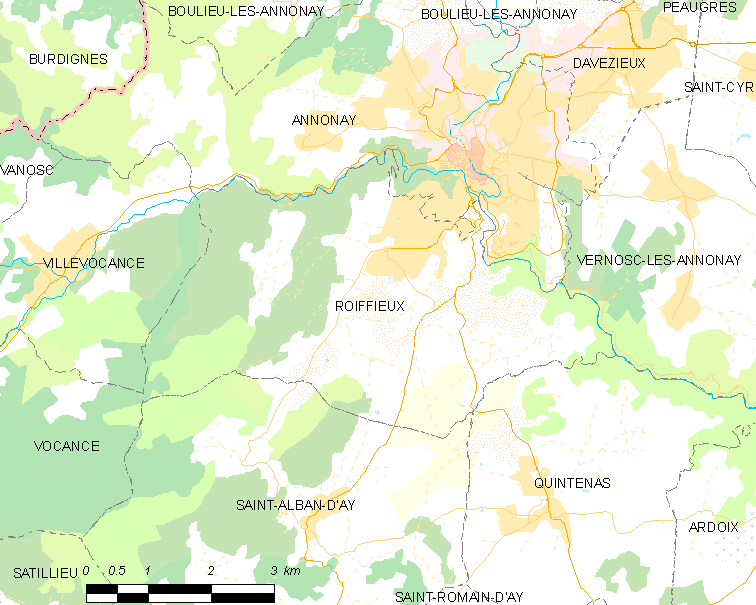
鲁瓦菲约的OSM定位图

鲁瓦菲约的时区为UTC+01:00、UTC+02:00（夏令时）。

## 行政
鲁瓦菲约的邮政编码为07100，INSEE市镇编码为07197。

## 政治
鲁瓦菲约所属的省级选区为阿诺奈第二县。

## 人口

1962-2008年间鲁瓦菲约人口变化图示

鲁瓦菲约于2022年1月1日时的人口数量为2723人。